# Batmobile

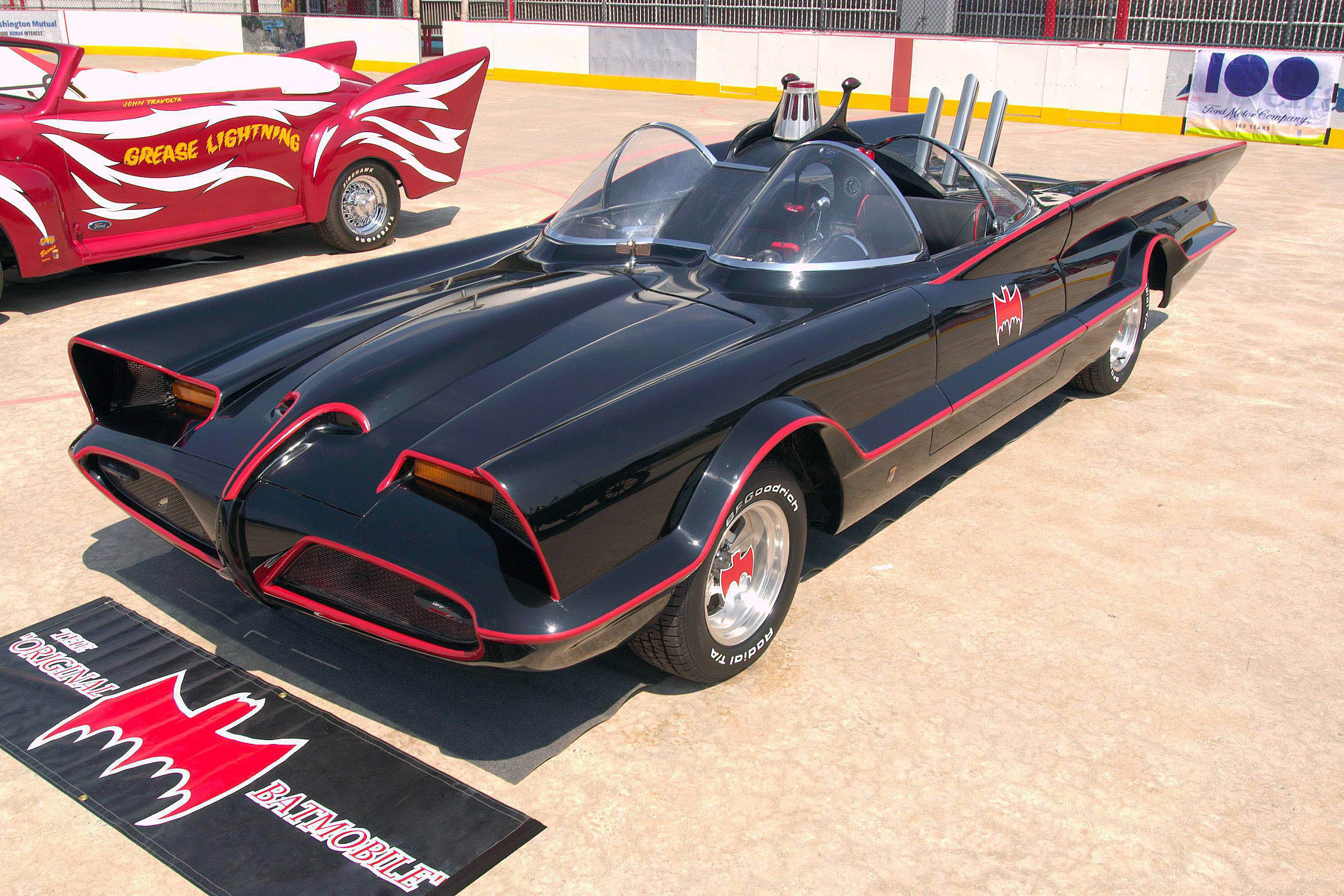
Batmobilen från 1966 på en utställning i USA.

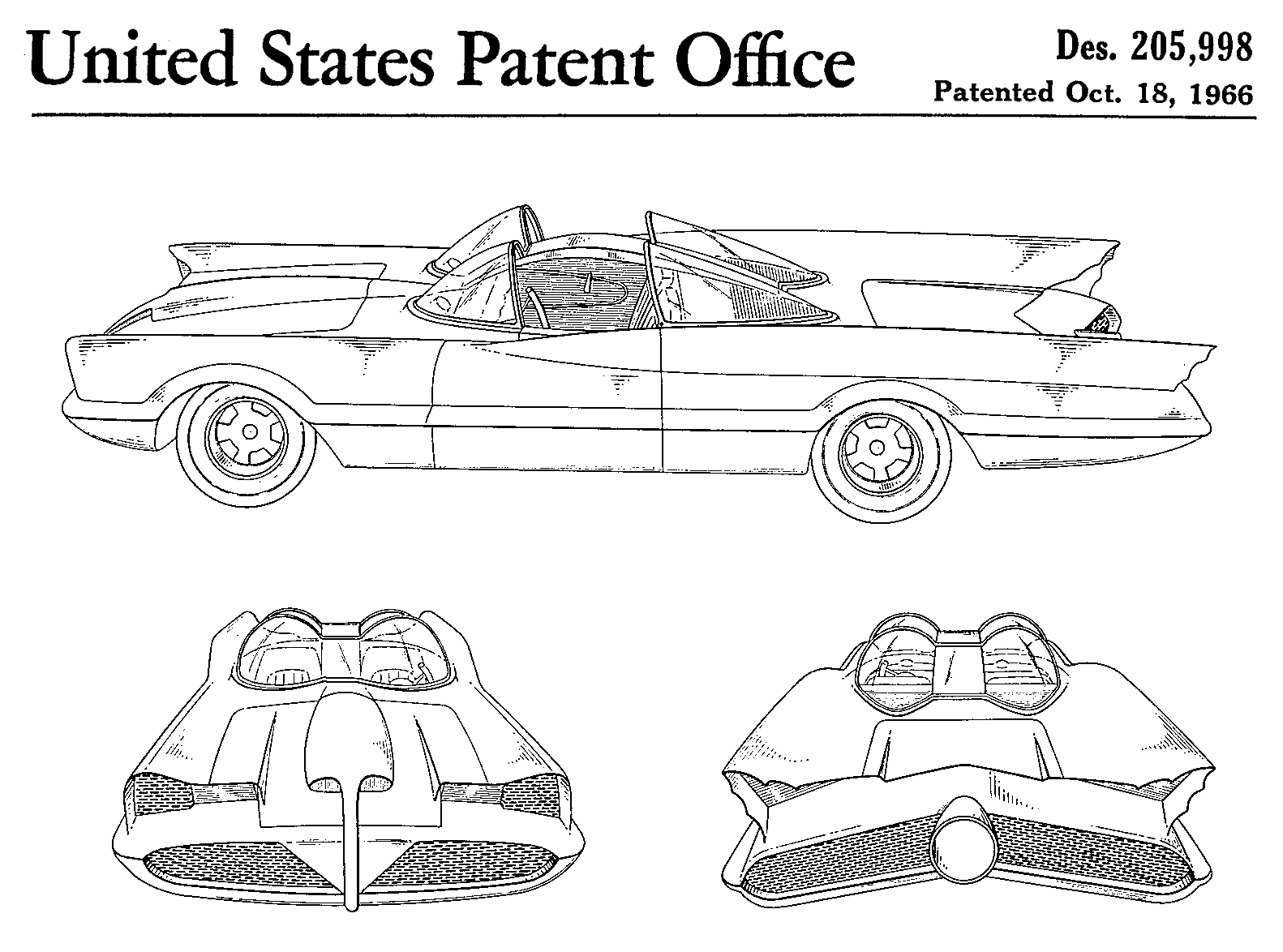
1966 års Batmobile, baserad på konceptbilen Lincoln Futura.

Batmobile, Batmobilen, är seriefiguren Batmans bil. Namnet användes första gången i februari 1941, men Batman körde bil i serietidningarna redan under seriens premiärår 1939. Originalversionen för de svenska TV-tittarna var den Lincoln Futura som användes i TV-serien mellan åren 1966 och 1968 samt i TV-filmen Batman, innehållande bland annat en atommotor som var i funktion de första 15 sekunderna efter att motorn hade startats. Den såldes på en auktion i Arizona för 4,3 miljoner USD i januari 2013.

## Den nya Batmobilen
I de senaste Batmanfilmerna Batman Begins och The Dark Knight kallas Batmobilen för Tumblern och är visuellt annorlunda än föregångaren.

### Tekniska fakta
- Längd: 4,57 m
- Bred: 2,84 m
- Vikt: 2,3 ton
- Acceleration: 0-96,6 km/h (60 mph) på 5,6 sekunder.
- Motor: 5,0 liters Vauxhall / GM-motor med 500 hästkrafter.
- Bränsle: Jetmotorn på baksidan av bilen matas av gasoltuber.
- Däck: Super Swamper-däck med höjden 44 tum (1.100 mm) (på titanaxlar) på bakhjulen och 20 tums Hoosier terrängdäck på framhjulen.

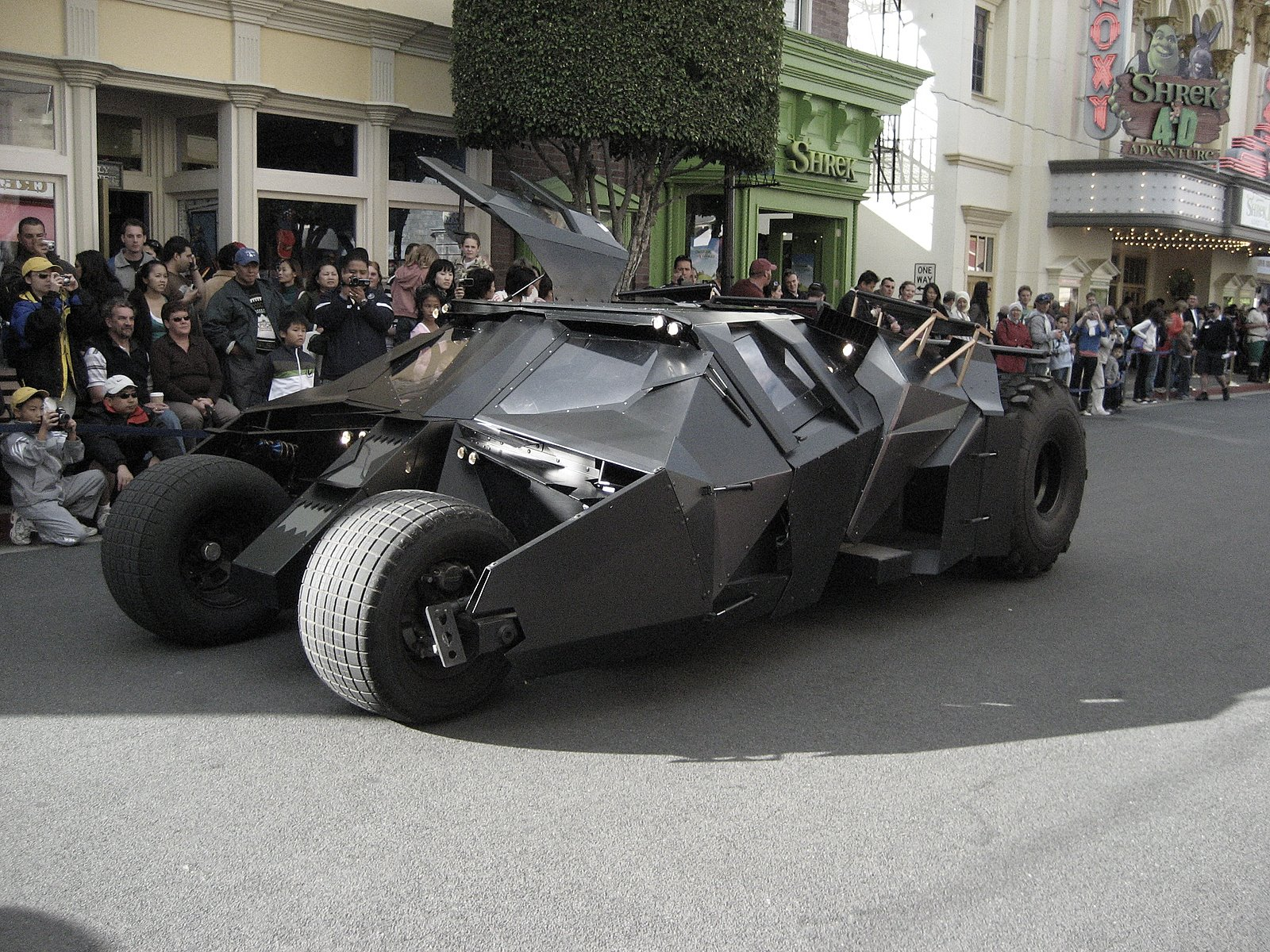
Batmobilen i Batman Begins.

## Batmobilen i populärkultur
- Den romersk-katolska kyrkans påve åker i korteger i en bil som kallas påvemobil, uppkallad efter Batmobile.